# Hoor je 't zingen op de straat?
Hoor je 't zingen op de straat? (Frans: À la volonté du peuple, Engels: Do You Hear The People Sing?) is het bekendste nummer uit de musical Les Misérables uit 1980, dat aan de hand van het gelijknamige boek van Victor Hugo is ontstaan. In dat jaar werd de Franse tekst van de musical geschreven door Alain Boubilil en Jean-Marc Natel, de muziek door Claude-Michiel Schönberg. In 1985 werd de Engelstalige versie van de musical, die uitgroeide tot de bekendste versie, geschreven door Herbert Kretzmer. Tijdens de uitvoeringen van Les Mis wordt het bekendste nummer tweemaal gezongen, zowel in de eerste akte als tijdens de finale van de tweede akte. In de eerste akte wordt het lied gezongen door Enjolras en de andere studenten. Tijdens de finale wordt het gezongen door een ensemble onder leiding van Jean Valjean. Daarbij is de tekst hier en daar aangepast en wordt de zang progressief luider per strofe.

## Geschiedenis
Voor Enjolras en andere studenten, "Les Amis de l'ABC", is het Café Musain (volgens Victor Hugo gelegen op de Place Saint-Michel) hun belangrijkste plaats van samenkomst. "ABC" verwijst hier als paronomasie naar "les abaissés", de bevolkingslaag die stelselmatig vernederd wordt door medeburgers en de overheid en waarvoor de studenten willen opkomen. De studenten zijn zich aan het voorbereiden op een revolutie, de Juni-opstand van 1832, die in Parijs zal plaatsvinden tijdens de processie bij de begrafenis van generaal Jean Maximilien Lamarque. De barricades die vermeld worden in het lied, worden in de tweede akte in de straten van Parijs opgezet door de studenten. Ze dagen de Nationale Garde uit tot uitlokken van een opstand om de overheid af te zetten, maar hierin slagen ze niet. Het lied is een revolutionaire roep om door tijden van tegenspoed te geraken.

## Tekst
De later geschreven Engelse versie is geen vertaling van de Franse versie, maar een adaptatie. Zo is de Nederlandstalige versie uit 1991 ook geen letterlijke vertaling door Seth Gaaikema, alhoewel er uiteraard veel gelijkenissen zijn.
| Frans À la volonté du peuple | Engels Do You Hear the People Sing? | Nederlands Hoor je 't zingen op de straat? |
| --- | --- | --- |
| À la volonté du peuple Et à la santé du progrès, Remplis ton cœur d'un vin rebelle Et à demain, ami fidèle. Nous voulons faire la lumière Malgré le masque de la nuit Pour illuminer notre terre Et changer la vie. Il faut gagner à la guerre Notre sillon à labourer, Déblayer la misère Pour les blonds épis de la paix Qui danseront de joie Au grand vent de la liberté. À la volonté du peuple Et à la santé du progrès, Remplis ton cœur d'un vin rebelle Et à demain, ami fidèle. Nous voulons faire la lumière Malgré le masque de la nuit Pour illuminer notre terre Et changer la vie. À la volonté du peuple, Je fais don de ma volonté. S'il faut mourir pour elle, Moi je veux être le premier, Le premier nom gravé Au marbre du monument d'espoir. À la volonté du peuple Et à la santé du progrès, Remplis ton cœur d'un vin rebelle Et à demain, ami fidèle. Nous voulons faire la lumière Malgré le masque de la nuit Pour illuminer notre terre Et changer la vie. | Do you hear the people sing, Singing the songs of angry men? It is the music of the people Who will not be slaves again! When the beating of your heart Echoes the beating of the drums There is a life about to start When tomorrow comes! Will you join in our crusade? Who will be strong and stand with me Somewhere beyond the barricade? Is there a world you long to see? Then join in the fight That will give you the right to be free! Do you hear the people sing, Singing the songs of angry men? It is the music of the people Who will not be slaves again! When the beating of your heart Echoes the beating of the drums There is a life about to start When tomorrow comes! Will you give all you can give So that our banner may advance? Some will fall and some will live, Will you stand up and take your chance? The blood of the martyrs Will water the meadows of France! Do you hear the people sing, Singing the songs of angry men? It is the music of the people Who will not be slaves again! When the beating of your heart Echoes the beating of the drums There is a life about to start When tomorrow comes! | Hoor je 't zingen van het volk? Hoor je het zingen op het plein Van al die mensen die verdommen Om nog langer slaaf te zijn? En het kloppen van mijn hart Klinkt als een trom die nooit verstomt, Vol van verwachting van een wereld Die morgen komt. Doe je met de kruistocht mee, Schouder aan schouder, zij aan zij? Daar achter barricades Wacht een nieuw bestaan op mij. Dus vecht voor het recht onafhankelijk te wezen en vrij. Hoor je 't zingen van het volk? Hoor je het zingen op het plein Van al die mensen die verdommen Om nog langer slaaf te zijn? En het kloppen van mijn hart Klinkt als een trom die nooit verstomt, Vol van verwachting van een wereld Die morgen komt. Zie omhoog hoe de banier Voorwaarts gaat met roem en glans. Zul je leven, sterven hier En geef je 't vaderland een kans? Het bloed van gevangenen Reinigt de grond van La France! Hoor je 't zingen van het volk? Hoor je het zingen op het plein Van al die mensen die verdommen Om nog langer slaaf te zijn? En het kloppen van mijn hart Klinkt als een trom die nooit verstomt, Vol van verwachting van een wereld Die morgen komt. |

## Andere versies
Doorheen de jaren werd de musical en dus ook dit lied overgenomen in verschillende talen.

### Nederlandse versie
Van 1991 tot 1992 werd Les Misérables voor de eerste keer opgevoerd in Nederland in het Amsterdamse Carré en in het nieuwe Circustheater in Scheveningen. Destijds vertolkte Henk Poort de rol van Jean Valjean, Bill Van Dijk vertolkte de rol van Enjolras. Vanaf 2008 werd de musical voor de tweede keer in Nederland opgevoerd, met een nieuwe generatie musicalacteurs en nieuwe arrangementen, gemaakt door Stephen Metcalfe. Op 20 april 2008 ging de musical in première in het Nieuwe Luxor Theater in Rotterdam en is begin 2009 verhuisd naar Carré. De musical wordt in Nederland in 2023 voor de derde keer opgevoerd, in een aantal theaters in verschillende plaatsen.

### Meertalige versie
De meest opvallende versie is de meertalige versie uit 1995. Ter gelegenheid van het 10-jarig jubileum van Les Miserables werd het lied gezongen door 17 acteurs die de rol van Jean Valjean over de hele wereld hadden gespeeld. Elke acteur zong een stuk in zijn moedertaal. De gezongen talen waren Engels, Frans, Duits, Japans, Hongaars, Zweeds, Pools, Noors, Tsjechisch, Deens, IJslands en ook Nederlands. De Nederlandstalige versie werd gezongen door Henk Poort.

## Gebruik tijdens protesten
Het lied werd de laatste jaren bekender bij het grote publiek door het gebruik ervan tijdens verschillende protesten over de gehele wereld.

### Hongkong
In de voorbije jaren ontstonden er onofficiële versies in het Kantonees en Taiwanees. Deze waren wel degelijk bedoeld als protestliederen. De bekendste versies zijn "Asking who hasn't spoken out" (問誰未發聲), geschreven in het Kantonees voor Occupy Central with Love and Peace, een campagne rond behartigen van een aantal burgerbelangen, alsook Lí Kám Ū Thiann-tio̍h Lán Ê Kua (你敢有聽着咱的歌) in het Taiwanees.
Tijdens de protesten in Hongkong in 2019 en 2020 was het lied meermaals te horen. Dat begon toen een groep studenten "Hoor je 't zingen op de straat?" begon te zingen tijdens het Chinese volkslied. De Chinese overheid reageerde hierop door het lied te verwijderen van Chinese muziekplatformen.

### Belarus
Net als in Hongkong, waren er in Belarus studenten die het lied begonnen te zingen. Ze deden dit naar aanleiding van de herverkiezing van Loekasjenko na oneerlijke verkiezingen. Enkele studenten werden naar aanleiding van de gezangen opgepakt.

### Andere
Het lied werd en wordt wereldwijd gebruikt. Zo meldde The Telegraph dat het lied te horen was tijdens de Wisconsinprotesten in 2011, tijdens de protesten in Turkije in 2013, alsook bij een demonstratie tegen de opening van een McDonald's in Australië in 2013. Tijdens een anti-TTIP actie werd het lied gezongen door demonstranten die met flashmobs de vergaderingen onderbraken. In 2016 was "Hoor je 't zingen op de straat?" te horen bij de protesten in Zuid-Korea tegen de toenmalige president Park Guen-Hye.
In Oekraïne werd het lied verwerkt in een videoclip door de groep Ukraine 2020 als steunbetuiging aan de Euromaidan protesten. Ook bewoners van Irak die betrokken zijn bij de protesten die sinds 2019 plaatsvinden maakten een gelijksoortige video.